# Arnulf Olsen
Arnulf Olsen (nascido em 13 de outubro de 1928) é um ex-político norueguês do Partido Trabalhista.
Vindo de Hammerfest, ele foi membro do conselho do condado de Finnmark de 1975 a 1983. Durante todo o período, ele serviu como prefeito do condado. Ele também foi prefeito de Hammerfest de 1975 a 1979 e de 1983 a 1987.